# Llista dels reis de Babilònia
Aquest article recull, en forma de llistes, tots els reis de Babilònia, ordenats cronològicament per dinasties en la forma en què s'ha trobat en tauletes escrites amb escriptura cuneïforme. Hi ha tres versions, les quals es coneixen com a «Llista de reis A» (que conté tots els reis des de la Primera dinastia de Babilònia al rei neoassiri de Kandalanu), «Llista de reis B» (conté només les dues primeres dinasties), i «Llista de reis C» (que conté els primers set reis de la segona dinastia d'Isin). Una quarta versió va ser escrita en grec per Berós. La «Llista de reis de Babilònia de l'època hel·lenística» és una continuació que esmenta tots els reis selèucides des d'Alexandre el Gran a Demetri II Nicàtor.
La Llista reial de Babilònia, igual que altres llistes reials, s'utilitzava a Mesopotàmia com un sistema de datació, un calendari per poder situar esdeveniments en el calendari. No totes les dinasties i reis esmentats en aquesta llista van regnar sobre la ciutat de Babilònia; alguns d'ells van ser coetanis i fins i tot van guerrejar entre si. Igual que la Llista reial sumèria, segueix la idea d'esmentar ordenadament les dinasties i sobirans hegemònics del moment a la regió meridional de Mesopotàmia.
Les dates d'inici i fi de cada regnat segueixen les establertes per la cronologia mitjana.

## Cronologia

### Edat del bronzemitjana

#### Primeres ciutats estatamorrites

##### Reis deLarsa

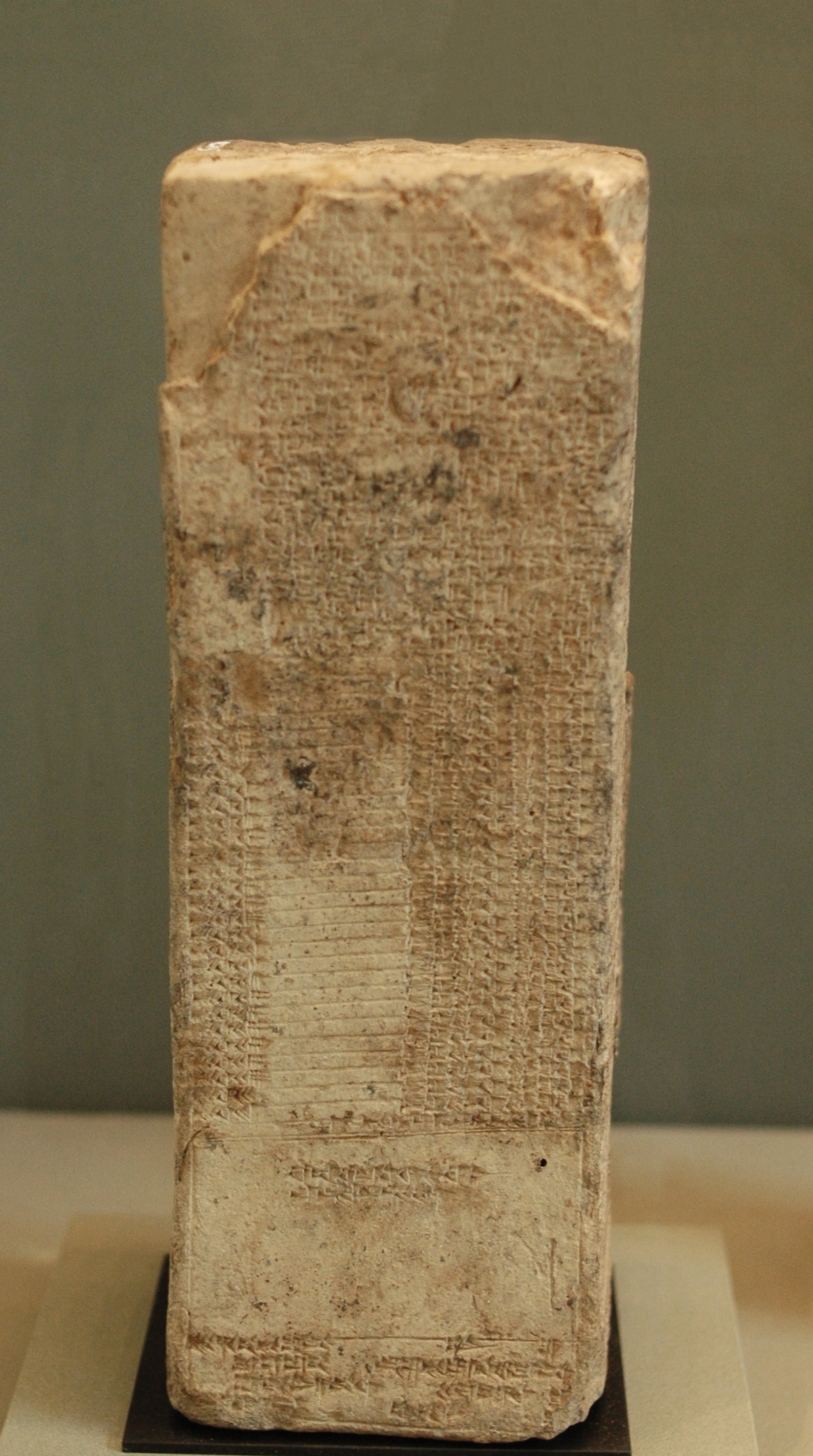
Llista dels reis de Larsa (39è any del regnat de Hammurabi)

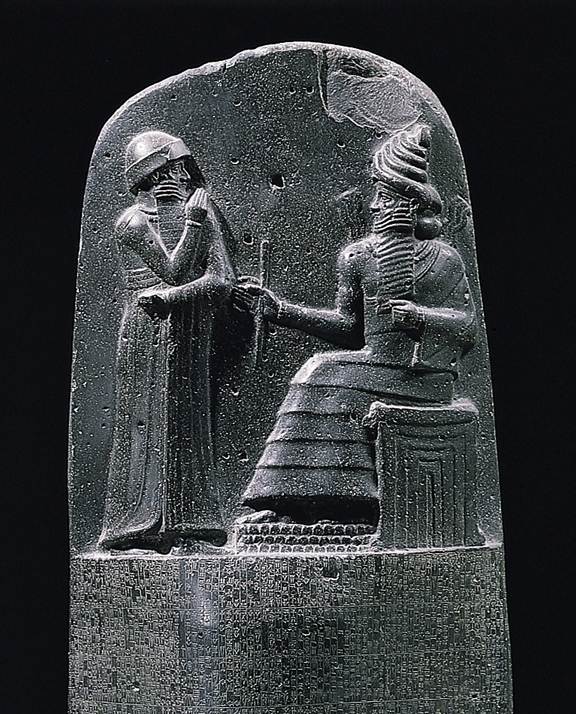
El rei Hammurabi de Babilònia (dreta) (r. 1728–1686 aC) sobre el seu codi legal

Larsa era una ciutat-estat de Mesopotàmia. Segons la Llista de reis sumeris la ciutat va tenir l'hegemonia a l'inici de la civilització sumèria.
| Monarca                 | Regnat          | Comentaris                                                                              |
| ----------------------- | --------------- | --------------------------------------------------------------------------------------- |
| Naplanum                | c. 1961–1940 aC | Contemporani d'Ibbi-Sin d'Ur III                                                        |
| Emisum                  | c. 1940–1912 aC |                                                                                         |
| Samium                  | c. 1912–1877 aC |                                                                                         |
| Zabaia                  | c. 1877–1868 aC | Fill de Samium, Primera inscripció reial                                                |
| Gungunum                | c. 1868–1841 aC | Rei guti que va aconseguir la independència de Lipit-Ixtar d'Isin                       |
| Abisare                 | c. 1841–1830 aC |                                                                                         |
| Sumuel                  | c. 1830–1801 aC |                                                                                         |
| Nur-Adad                | c. 1801–1785 aC | Contemporani de Sumulael de Babilònia                                                   |
| Sin-Iddinam             | c. 1785–1778 aC | Fill de Nur-Adad                                                                        |
| Sin-Eribam              | c. 1778–1776 aC |                                                                                         |
| Sin-Iqisham             | c. 1776–1771 aC | Contemporani de Zambiya d'Isin, Fill de Sin-Eribam                                      |
| Silli-Adad              | c. 1771–1770 aC |                                                                                         |
| Warad-Sin               | c. 1770–1758 aC | Possible corregència amb Kudur-Mabuk, el seu pare                                       |
| Rim-Sin I               | c. 1758–1699 aC | Contemporani d'Irdanene d'Uruk, Derrotat per Hammurabi de Babilònia, germà de Warad-Sin |
| Hammurabi de Babilònia  | c. 1699–1686 aC | Govern babilònic oficial, codi d'Hammurabi                                              |
| Samsuiluna de Babilònia | c. 1686–1678 aC | Govern babilònic oficial                                                                |
| Rim-Sin II              | c. 1678–1674 aC | Mort en una revolta contra Babilònia                                                    |

### I Dinastia:Dinastia amorrea
Aquesta dinastia era anomenada als textos antics Dinastia de Babilònia. Els historiadors moderns, per diferenciar-la de les demés dinasties, la van anomenar Primera Dinastia de Babilònia o també Dinastia Amorrea, perquè els seus components eren d'aquest poble.
| Monarca       | Inici del regnat | Final del regnat |
| Sumuabum      | 1894 aC.         | 1881 aC.         |
| Sumulael      | 1880 aC.         | 1845 aC.         |
| Sabium        | 1844 aC.         | 1831 aC.         |
| Apil-Sin      | 1830 aC          | 1813 aC.         |
| Sin-Mubal·lit | 1812 aC.         | 1793 aC.         |
| Hammurabi     | 1792 aC.         | 1750 aC          |
| Samsuiluna    | 1749 aC.         | 1712 aC.         |
| Abieshu       | 1711 aC.         | 1684 aC          |
| Ammiditana    | 1683 aC          | 1647 aC          |
| Ammisaduqa    | 1646 aC          | 1626 aC          |
| Samsuditana   | 1625 aC          | 1595 aC          |

### II dinastia:I Dinastia del País de la Mar
Aquesta dinastia no va regnar realment a la ciutat de Babilònia, només a les terres situades més al sud de la regió mesopotàmica. Es desconeix en quins anys van regnar.
| Monarca         | Inici del regnat | Final del regnat |
| Iluma-Ilu       | 1720 a. C.       |                  |
| Itti-Ili-nibi   |                  |                  |
| Damiq-ilishu    |                  |                  |
| Ishkibal        |                  |                  |
| Shushi          |                  |                  |
| Gulkishar       |                  |                  |
| Peshgaldaramash |                  |                  |
| Adarakalama     |                  |                  |
| Akurduana       |                  |                  |
| Malamkurkura    |                  |                  |
| Ea-gamil        |                  | 1460 a. C.       |

### III dinastia:Dinastia cassita

Dinastia cassita (ca. 1507–1155 aC)

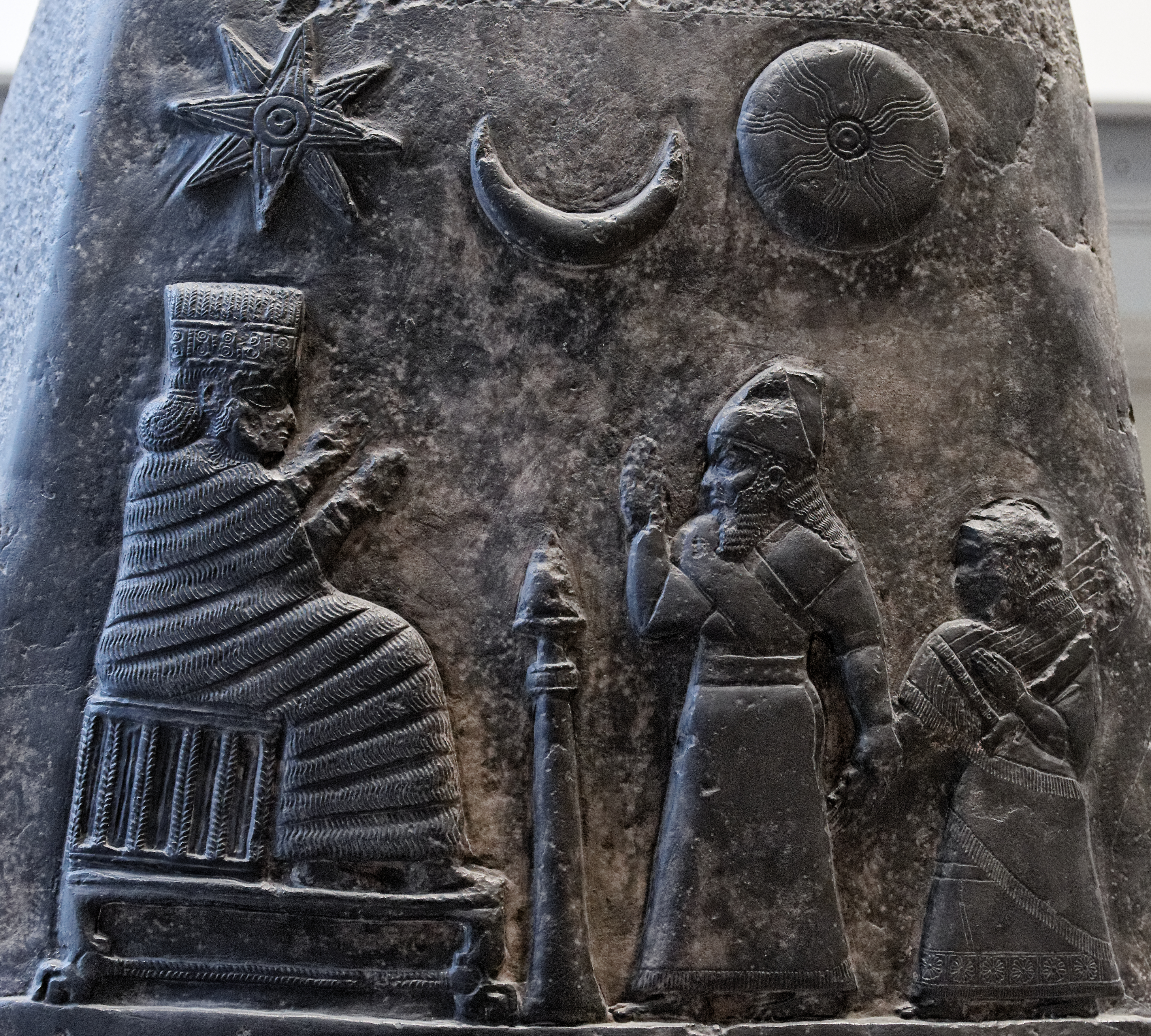
El rei Melixiku (centre) (ca. 1186–1172 aC)

Mapa polític de l'Orient Mitjà al primer període cobert per les Cartes d'Amarna, primera meitat del

La situació geopolítica a l'Orient Mitjà cap al 1200 aC, al final de l'Edat del Bronze Final.

Els vuit primers reis no van governar Babilònia, ja que eren caps tribals dels cassites, però tradicionalment se'ls inclou en les llistes reials.
| Monarca               | Regnat          | Comentaris                                                                                         |
| --------------------- | --------------- | -------------------------------------------------------------------------------------------------- |
| Gandaix               | fl. c. 1730 aC  | |
| Agum I                |                 | Conegut com a Maḫrû, "el primer," o rabi, "el gran."                                               |
| Kaixtiliaix I         |                 | Fill d'Agum I segons la "inscripció Agum-Kakrime"                                                  |
| Abirattaix            |                 | Fill de Kaixtiliaix I *; pot haver ocupat el cinquè lloc,, per tant Ušši o Uššiašu podria ser aquí |
| Kaixtiliaix II        |                 | |
| Urzigurumaix          |                 | Descendent d'Abi-Rattaš *; lectura alternativa Tazzigurumaš                                        |
| Kharbaixikhu          |                 | Tell Muḥammed nivell 3                                                                             |
| Tiptakzi              |                 | Tell Muḥammed nivell 2                                                                             |
| Agum II               | c. 1507 aC      | |
| Burnaburiaix I        |                 | Tractat amb Puzur-Aixur III d'Assíria                                                              |
| Kaixtiliaix III       |                 | |
| Ulamburiaix           |                 | Conquereix la primera dinastia del País de la Mar                                                  |
| Agum III              |                 | |
| Karaindaix            |                 | Contemporani d'Amenofis III d'Egipte                                                               |
| Kadaixmankharbe       |                 | |
| Kurigalzu I           |                 | |
| Kadaixman-Enlil I     | c. 1374–1360 aC | Contemporani d'Amenofis III d'Egipte i de les Cartes d'Amarna                                      |
| Burnaburiaix II       | c. 1359–1333 aC | Contemporani d'Akhenaton i Aixurubal·lit I                                                         |
| Karakhardaix          | c. 1333 aC      | Net d'Aixurubal·lit I d'Assíria                                                                    |
| Nazibugaix o Suzigaix | c. 1333 aC      | Deposat per Aixurubal·lit I d'Assíria                                                              |
| Kurigalzu II          | c. 1332–1308 aC | Fill de Burnaburiaix II; Lluità a la batalla de Sugagu amb Enlilnirari d'Assíria                   |
| Nazimaruttaix         | c. 1307–1282 aC | Contemporani d'Adadnirari I d'Assíria                                                              |
| Kadaixmanturgu        | c. 1281–1264 aC | Contemporani de Hattusilis III dels hitites                                                        |
| Kadaixman-Enlil II    | c. 1263–1255 aC | Contemporani de Hattusilis III dels hitites                                                        |
| Kudur-Enlil           | c. 1254–1246 aC | |
| Xagarakti-Xuriaix     | c. 1245–1233 aC | Fill de Kudur-Enlil                                                                                |
| Kaixtiliaix IV        | c. 1232–1225 aC | Deposat per Tukultininurta I d'Assíria                                                             |
| Enlilnadinxumi        | c. 1224 aC      | Assíria el posà com a governador sota el regnat de Tukultininurta I                                |
| Kadaixmankharbe II    | c. 1223 aC      | Assíria el posà com a governador sota el regnat de Tukultininurta I                                |
| Adadxumaiddina        | c. 1222–1217 aC | Assíria el posà com a governador sota el regnat de Tukultininurta I                                |
| Adadxumausur          | c. 1216–1187 aC | Contemporani d'Aixurnirari III d'Assíria                                                           |
| Melixiku              | c. 1186–1172 aC | |
| Mardukaplaiddina      | c. 1171–1159 aC | |
| Zababaixumaiddina     | c. 1158 aC      | |
| Enlilnadinakhi        | c. 1157–1155 aC | Deposat per Sutruk-Nakhunte d'Elam; final de la dinastia cassita                                   |

### IV Dinastia:II Dinastia d'Isin
El nom de la dinastia, BALA PA.ŠE, és una paronomàsia sobre el terme išinnu, “tija,” escrit com a PA.ŠE i és l'única aparent referència a la ciutat d'Isin.
| Monarca             | Inici del regnat | Final del regnat |
| Marduk-Kabitahheixu | 1157 a. C.       | 1140 a. C.       |
| Ittimardukbalatu    | 1139 a. C.       | 1132 a. C.       |
| Ninurtanadinxumi    | 1131 a. C.       | 1126 a. C.       |
| Nabucodonosor I     | 1125 a. C.       | 1104 a. C.       |
| Enlilnadinapli      | 1103 a. C.       | 1100 a. C.       |
| Marduknadinakhkhe   | 1099 a. C.       | 1082 a. C.       |
| Mardukxapikzeri     | 1081 a. C.       | 1069 a. C.       |
| Adadapaliddina      | 1068 a. C.       | 1047 a. C.       |
| Mardukakhkheriba    | 1046 a. C.       |                  |
| Marduk-Zer          | 1045 a. C.       | 1034 a. C.       |
| Nabu-Xum-Libur      | 1033 a. C.       | 1026 a. C.       |

### V Dinastia:II Dinastia del País de la Mar
La prova que aquesta fos una dinastia cassita és més aviat tènue.
| Monarca          | Inici del regnat | Final del regnat |
| Simbar-Xipak     | 1025 a. C.       | 1008 a. C.       |
| Ea-mukin-zeri    | 1008 a. C.       |                  |
| Kaixu-nadin-ahhe | 1007 a. C.       | 1005 a. C.       |

### VI Dinastia:Dinastia de Bazi
Les fonts l'anomenen dinastia de Bit-Bazi. Els bit-bazi eren una tribu coneguda des de l'època dels cassites. És probable que el nom derivi de la ciutat de Baz, o de Bazi, el mític fundador d'aquesta ciutat.
| Monarca                | Inici del regnat | Final del regnat |
| Eulmaix-xakin-xumi     | 1004 a. C.       | 988 a. C.        |
| Ninurta-kudurri-usur I | 987 a. C.        | 986 a. C.        |
| Xirikti-Xuqamuna       | 985 a. C.        |                  |

### VII Dinastia: Dinastia elamita
Com el seu nom indica, era una dinastia d'Elam. Les Cròniques separen el rei d'aquesta dinastia de forma molt clara, de la dinastia següent. Tindria només un representant.
| Monarca            | Inici del regnat | Final del regnat |
| Mar-biti-apla-usur | 984 a. C.        | 979 a. C.        |

### VIII Dinastia
La VIII Dinastia s'anomena a les fonts Dinastia E. El significat d'E no és clar però se suposa que es refereix a Babilònia, i es podria traduir com a Dinastia de Babilònia. Va ser un temps de gran inestabilitat, i algunes fonts consideren que la dinastia VIII i IX formaven part de la mateixa Dinastia E. Una obra històrica babilònica, la Crònica Dinàstica (que només es conserva fragmentàriament) separa aquesta dinastia de la següent.
| Monarca         | Inici del regnat | Final del regnat |
| Nabu-mukin-apli | 978 a. C.        | 943 a. C.        |

### IX Dinastia
Aquesta dinastia, tal com s'explica a la Dinastia VIII, s'anomena Dinastia E, una barreja de les dues, la VIII i la IX.
| Monarca                 | Inici del regnat | Final del regnat |
| Ninurta-kudurri-usur II | 943 a. C.        |                  |
| Mar-biti-ahhe-iddina    | 942 a. C.        | 920 a. C.        |
| Šamaš-mudammiq          | 920 a. C.        | 900 a. C.        |
| Nabu-shuma-ukin I       | 900 a. C.        | 888 a. C.        |
| Nabu-apla-iddina        | 888 a. C.        | 855 a. C.        |
| Marduk-zakir-shumi I    | 855 a. C.        | 819 a. C.        |
| Marduk-balassu-iqbi     | 819 a. C.        | 813 a. C.        |
| Baba-aha-iddina         | 813 a. C.        | 811 a. C.        |
| interregne              | 811 a. C.        | 800 a. C.        |
| Ninurta-apla-X          | 800 a. C.        | 790 a. C.        |
| Marduk-bel-zeri         | 790 a. C.        | 780 a. C.        |
| Marduk-apla-usur        | 780 a. C.        | 769 a. C.        |
| Eriba-Marduk            | 769 a. C.        | 761 a. C.        |
| Nabu-shuma-ishkun       | 761 a. C.        | 748 a. C.        |
| Nabonassar              | 748 a. C.        | 734 a. C.        |
| Nabu-nadin-zeri         | 734 a. C.        | 732 a. C.        |
| Nabu-shuma-ukin II      | 732 a. C.        |                  |

### X Dinastia:Dinastía assíria
La X Dinastia o Dinastia Assíria és un concepte usat pels historiadors moderns per indicar els reis de Babilònia durant el temps que l'Imperi Neoassiri va governar aquell regne. També s'inclouen diversos reis que no formaven part de la dinastia de l'Imperi.
| Monarca                                                          | Inici del regnat | Final del regnat |
| Nabu-mukin-zeri                                                  | 732 a. C.        | 729 a. C.        |
| Pulu (Teglatfalassar III d'Assíria)                              | 729 a. C.        | 727 a. C.        |
| Ululayu (Salmanassar V d'Assíria)                                | 727 a. C.        | 722 a. C.        |
| Marduk-Apal-Iddina II (Merodac-Baladan)                          | 722 a. C.        | 710 a. C.        |
| Sargon II                                                        | 710 a. C.        | 705 a. C.        |
| Sennàquerib                                                      | 705 a. C.        | 703 a. C.        |
| Marduk-zakir-shumi II                                            | 703 a. C.        |                  |
| Marduk-Apal-Iddina II (restaurat al tron)                        | 703 a. C.        |                  |
| Bel-ibni                                                         | 703 a. C.        | 700 a. C.        |
| Asshur-Nadinshum (fill de Sennàquerib, assassinat pels elamites) | 700 a. C.        | 694 a. C.        |
| Nergal-ushezib                                                   | 694 a. C.        | 693 a. C.        |
| Mushezib-Marduk                                                  | 693 a. C.        | 689 a. C.        |
| Sennàquerib                                                      | 689 a. C.        | 681 a. C.        |
| Assarhaddon                                                      | 681 a. C.        | 669 a. C.        |
| Assurbanipal                                                     | 668 a. C.        |                  |
| Šamaš-šuma-ukin                                                  | 668 a. C.        | 648 a. C.        |
| Kandalanu                                                        | 647 a. C.        | 627 a. C.        |

### XI Dinastia: Dinastia neobabilònica o caldea

Expansió aproximada de l'Imperi Neobabilònic durant el regnat de Nabonid (556-539 aC).

Aquesta dinastia no apareix en cap font amb el nom de Dinastia Caldea. La llista de la Dinastia XI només es conserva a partir de l'època hel·lenística, quan els babilonis ja no utilitzaven el concepte de dinastia. Els historiadors moderns l'anomenen Dinastia Neobabilònica perquè aquests reis governaven l'Imperi Neobabilònic, o Dinastia caldea a partir del presumpte origen caldeu dels reis. Una Crònica Dinàstica es refereix a Nabònides com a fundador i únic rei d'una Dinastia d'Haran, però gran part del text és fragmentari.
| Monarca          | Inici del regnat | Final del regnat |
| Nabopolassar     | 625 a. C.        | 605 a. C.        |
| Nabucodonosor II | 605 a. C.        | 562 a. C.        |
| Amel-Marduk      | 562 a. C.        | 560 a. C.        |
| Neriglissar      | 560 a. C.        | 556 a. C.        |
| Labashi-Marduk   | 556 a. C.        |                  |
| Nabònides        | 556 a. C.        | 539 a. C.        |

### Babilònia aquemènida
L'any 539 aC, Cir II el Gran de Pèrsia va ocupar Babilònia i mai no va tornar a ser un estat independent. La conquesta de Babilònia es produí per causa de la retirada de Nabònides, que va deixar el regne a càrrec del seu fill Baltasar, del qual no es tenia registre històric, amb excepció de la Bíblia (Llibre de Daniel), fins al descobriment de la "Crònica de Nabònides" on apareix el seu nom. Baltasar va lliurar la ciutat a mans de Cir II el Gran el 16 de Tisri (11 d'octubre) del 539.
El fill de Cir el Gran, Cambises II, posteriorment va ser coronat formalment com a rei de Babilònia. Aquesta llista utilitza els noms grecs dels reis perses aquemènides.
| Monarca                | Regnat       | Comentaris                                                                                         |
| ---------------------- | ------------ | -------------------------------------------------------------------------------------------------- |
| Cir II el Gran         | 539-530 aC   | Va conquistar Babilònia per a l'Imperi Persa.                                                      |
| Cambises II de Pèrsia  | 530 – 522 aC | Fill de Cir el Gran.                                                                               |
| Bardiya                | 522 aC       | Fill de Cir el Gran (possiblement un usurpador anomenat Gaumata) Va regnar només durant set mesos. |
| Darios I el Gran       | 521-486 aC   | Gendre de Cir el Gran i fill de Histaspes.                                                         |
| Xerxes el Gran         | 485 – 465 aC | Fill de Darios el Gran i net de Cir el Gran. Potser és l'Assuer esmentat en el Llibre d'Ester.     |
| Ataxerxes I Longimanus | 465-424 aC   | Fill de Xerxes el Gran. Esmentat al llibre d'Esdres i al llibre de Nehemies.                       |
| Xerxes II              | 424 aC       | Fill d'Artaxerxes Longimanus, va regnar només durant quaranta-cinc dies.                           |
| Sogdià                 | 424 – 423 aC | Il·legítim mig germà i rival de Xerxes II.                                                         |
| Darios II Nothus       | 423 – 405 aC | Il·legítim mig germà i rival de Xerxes II.                                                         |
| Artaxerxes II Memnon   | 404 – 359 aC | Fill de Darios Nothus, esmentat per Xenofont.                                                      |
| Artaxerxes III Ocos    | 358 – 338 aC | Fill d'Artaxerxes Memnon.                                                                          |
| Artaxerxes IV Arses    | 338 – 336 aC | Fill d'Artaxerxes Ocos.                                                                            |
| Darios III Codomà      | 336 – 330 aC | Besnet de Darios Nothus.                                                                           |

## Babilònia selèucida
Babilònia va ser capturada per Alexandre el Gran en l'any 330 aC. Va ser capturada pels parts el 141 aC.
| Monarca                      | Regnat                                          | Comentaris |
| ---------------------------- | ----------------------------------------------- | ---------- |
| Alexandre III el Gran        | 330 – 323 aC                                    |            |
| Alexandre IV                 | 323 – 309 aC                                    |            |
| Seleuc I Nicàtor             | Sàtrapa 311 – 305 aC, rei 305 – 281 aC          |            |
| Antíoc I Soter               | cogovernant fes del 291, governant 281 – 261 aC |            |
| Antíoc II Theós              | 261 – 246 aC                                    |            |
| Seleuc II Cal·línic          | 246 – 225 aC                                    |            |
| Seleuc III Ceraune (o Soter) | 225 – 223 aC                                    |            |
| Antíoc III el Gran           | 223 – 187 aC                                    |            |
| Seleuc IV Filopàtor          | 187 – 175 aC                                    |            |
| Antíoc IV Epifanes           | 175 – 164 aC                                    |            |
| Antíoc V Eupator             | 164 – 162 aC                                    |            |
| Demetri I Soter              | 161 – 150 aC                                    |            |
| Alexandre I Balas            | 150 – 145 aC                                    |            |
| Demetri II Nicàtor           | primer regnat, 145 – 141 aC                     |            |
| Antíoc VI Dionisi            | juntament amb Demetri II, 145 – 142 aC          |            |